# Tipula (Schummelia) venusticornis
Tipula (Schummelia) venusticornis is een tweevleugelige uit de familie langpootmuggen (Tipulidae). De soort komt voor in het Oriëntaals gebied.